# 云南马唐
云南马唐（学名：Digitaria fibrosa var. yunnanensis）为禾本科马唐属下的一个变种。